# Eumops patagonicus
Eumops patagonicus é uma espécie de morcego da família Molossidae. Pode ser encontrada na Argentina, Bolívia e Paraguai.
Conhecido na Região Sul do Brasil como "Morcego-de-orelhas-largas", habita ambientes de mata, savana e urbanos, abrigando-se tanto em ocos das árvores quanto construções humanas.

## Descrição
É assim descrito pela Universidade Federal do Rio Grande do Sul: "possuem parte da cauda livre do uropatágio, orelhas largas unidas sobre a cabeça e dotadas de uma quilha membranosa desenvolvida. Apresentam uma franja de pelos no lábio superior. Alimentam-se de insetos. Realizam voos altos e rápidos e durante a alimentação sobrevoam áreas abertas. Comumente encontrados em corpos d’água, habitações humanas e cavidades de árvores. Apresentam pelagem completamente grisalha."
Dentre os morcegos do gênero Eumops é considerada de pequeno porte, menor que os demais; seu primeiro registro no Brasil se deu em 2015, no estado de Santa Catarina, sendo ainda detectado no Rio Grande do Sul e no Mato Grosso do Sul.